# Ant Financial
Tập đoàn Dịch vụ Tài chính Ant Financial  (tiếng Trung Quốc: 蚂蚁金服), trước đây gọi là Alipay, là một công ty liên kết của Tập đoàn Alibaba (Trung Quốc). Ant Financial là công ty FinTech có giá trị cao nhất thế giới và là công ty kỳ lân (khởi nghiệp) có giá trị nhất, với mức định giá 150 tỷ USD.
Vào tháng 3 năm 2019, Tạp chí Phố Wall đã báo cáo rằng quỹ Tianhong Yu'e Bao của Ant Financial là thị trường tiền tệ lớn nhất thế giới, với hơn 588 triệu người dùng mạng thanh toán di động của Ant, bằng hơn một phần ba dân số Trung Quốc 

## Dịch vụ
Công ty vận hành Alipay, nền tảng thanh toán trực tuyến và di động lớn nhất thế giới  cũng như Yu'e Bao, quỹ thị trường tiền tệ lớn nhất thế giới. Công ty cũng điều hành Sesame Credit, một hệ thống xếp hạng tín dụng của bên thứ ba. Tính đến tháng 9 năm 2017, Ant Financial công bố công nghệ thanh toán nhận dạng khuôn mặt của mình thông qua dịch vụ Alipay.
Vào tháng 9 năm 2018, công ty đã ra mắt thương hiệu Ant Financial Technology cho tất cả các sản phẩm và dịch vụ công nghệ của mình.
Năm 2015, Tập đoàn dịch vụ tài chính Ant và Alibaba đã thành lập công ty tài chính Koubei dưới hình thức liên doanh.  Ant Financial cũng điều hành công ty thanh toán tín dụng Huabei và ngân hàng trực tuyến có tên MYbank.
Năm 2015, Ant Financial đã ra mắt Ant Fortune, một nền tảng quản lý tài sản. Yu'e Bao là một trong những sản phẩm trên nền tảng. Ant Fortune cung cấp hàng trăm sản phẩm từ hơn 80 tổ chức quỹ của Trung Quốc.
Vào tháng 6 năm 2017, Ant Fortune đã ra mắt nền tảng dịch vụ Tài khoản Fortune (财富 号) cho phép các tổ chức tài chính xuất bản nội dung và bán các sản phẩm tài chính của họ tại đó.

### Công ty con
- Alipay - ứng dụng thanh toán và ví di động
- Huabei (Ant Credit Pay) - một loại sản phẩm thẻ tín dụng ảo tạo điều kiện thanh toán tín dụng
- MYbank - một ngân hàng trực tuyến tư nhân sống hoàn toàn trên đám mây
- Jiebei (Ant Cash Now) - dịch vụ cho vay tiêu dùng
- Ant Fortune - một ứng dụng quản lý tài sản toàn diện
- Dịch vụ bảo hiểm Ant
- Zhima Credit - dịch vụ chấm điểm và tín dụng độc lập cho các cá nhân
- Ant Financial Cloud - dịch vụ đám mây cho các tổ chức tài chính
- ZOLOZ - một nền tảng xác minh danh tính dựa trên sinh trắc học toàn cầu

### Hợp tác
- Easypaisa (Pakistan)
- Paytm (Ấn Độ)
- Zomato (Ấn Độ)
- bash, Bangladesh [15]
- Ascend Money (Thái Lan)
- KakaoPay (Hàn Quốc)
- Công ty TNHH (Philippines)
- Emtek (Indonesia)
- Chạm vào 'n Go eWallet (Malaysia)
- Cheung Kong Hutchinson (Hồng Kông) [16]